# De vuelta al barrio
De vuelta al barrio est une telenovela péruvienne diffusée entre le 8 mai 2017 et le 17 décembre 2021 sur América Televisión.

## Synopsis
L'histoire de Pichón, un père de famille qui vient de devenir veuf et qui voit comment faire avancer ses enfants. Malena, après le décès de son père, Don Maximiliano, revient dans le voisinage de son enfance avec ses quatre enfants. Au cours de leur jeunesse, ils ont vécu une histoire d'amour et ont atteint l'autel, mais elle a décidé de le quitter à cause des tromperies de son père qui n'étaient pas d'accord avec le mariage de sa fille juste avant de se marier et après vingt-cinq ans, ils se retrouvent.

## Distribution
- Paul Martin : Pedro Bravo Torrejón / "Pichón"
- Mónica Sánchez : Malena Elvira Ugarte Torres De Bravo / Vda. De Ganoza
- Yvonne Frayssinet : Consuelo Torrejón Quispe De Bravo
- Adolfo Chuiman : Benigno Bravo Ayala
- Ana María Jordan : Rosa Purificación Reyes Pinto / "Mamá Rosa"
- Luciana Blomberg : Sofía Bravo Gutiérrez
- Fernando Luque : Alejandro Ganoza Ugarte / "Alex"
- Claudia Berninzon : Cristina Bravo Torrejón
- Sergio Gjurinovic : Dante Ganoza Ugarte
- Sirena Ortiz : Sara Bravo Gutiérrez / "Sarita"
- Raysa Ortiz : Estela Bravo Gutiérrez
- Santiago Suárez : Alberto Ganoza Ugarte / "Beto"
- Emilio Noguerol : Julio Ganoza Ugarte (sezon 1)
- Mario Cortijo : Julio Ganoza Ugarte (sezon 2)
- Diego Bertie : Luis Felipe Sandoval De La Borda
- Cécica Bernasconi : Mercedes Mujica Mondragón De Sandoval / Vda. De Hettelton / "Meche"
- Teddy Guzmán : Amanda Mendoza Ramos Vda. De Gutiérrez
- Lucho Cáceres : Jorge Gutiérrez Mendoza / "Coco"
- Sebastián Rubio : Francisco Gutiérrez Mendoza / Bravo Mendoza / "Pancho"
- Milett Figueroa : Ninfa Del Río Espantoso
- Erick Elera : Oliverio Gregorio Mayta Yupanqui
- Nidia Bermejo : Felícitas Condori Vilchez
- Melania Urbina : Ana Salas García De Guerra / "Anita"
- Samuel Sunderland : Pedro Bravo Gutiérrez / "Pedrito" / "Pichoncito"
- Merly Morello : Liliana Guerra Salas / "Lily"
- László Kovács : Marcelo Guerra De La Borda
- Mónica Torres : Josefina Monserrat Bravo Melendez / Ugaz Tapia / "Pepa"
- Carolina Cano : Flor Margarita Contreras Mondragón
- Gabriel Rondón : Simón Abad Contreras Mondragón
- Maricielo Effio : Fanny Chuquisengo
- Iván Queirolo : Subdirector Vladimir Rocha Huamán
- Pedro Sánchez : Leónidas Rodriguez Ortiz  / "Black Power"
- Héctor Jiménez : Glorioso Mayta Reategui
- Flor Castillo : Hilaria Yupanqui Gomez de Mayta
- Onasis Toro : Policarpio Mayta Yupanqui
- Brian Ayarza : Casimiro Mayta Yupanqui
- Alex Velásquez : Eulogio Mayta Yupanqui
- Christian Dañoveytia : Florentino Mayta Yupanqui
- Francy Pezo Vela : Porfiria Mayta Yupanqui
- Aracely Villafuerte : Teodora Mayta Yupanqui
- Ximena Vásquez : Casilda Mayta Yupanqui
- Mya Nole : Dorotea Mayta Yupanqui
- Santiago Hidalgo : Branif Mayta Yupanqui
- Pold Gastello : Saturnino Condori Rosales
- Gustavo Cerrón : Disnei De Los Santos Yupanqui Del Campo / "Disney Yupanqui"
- Martín Farfán : "Trakatá" Garcia Ortiz
- Sandro Monzante : César Parodi Rodríguez / "Fideo"
- Daniel Menacho : César Parodi Vega / "Fideito"
- Manolo Rojas : El Chamán "Muqui"
- Adriana Salas : Eva Sandoval Morales
- Víctor Prada : Arnaldo Cortés Sanquinetti
- Alexia Barnechea : Tatiana Sandoval Morales - Tati Toti
- Diego Molina : Óscar De la Torre
- Hans Hassinger : Alonso Obergozo
- Alessio Acosta : Bruno Quispe
- Kiara Checa : Katia Montes Del Zouza
- Alfredo Lévano (Nº1) : El Comisario José Vargas Bonifaz
- Jorge Da Fieno (Nº2) : El Comisario José Vargas Bonifaz
- Cecilia Tosso : Directora Gabriela Orrieta Rojas
- Hugo Salazar : Padre Salvador
- Marcelo Oxenford (saison 1) : Enzo Gallardo
- Augusto Mazzarelli (saison 2) : Enzo Gallardo
- María Fe Valega : Silvana Colón Nieves
- Coco Limo : Pwofesè Lukako
- Paul Ramírez : Roberto Lampa Portocarrero / "Pincel"
- Sasha Settembrini : Doktè Wilfredo González
- Luis Ángel Pinasco : George Alexander Lewis / El Príncipe de Escocia
- Luana Barrón : Wendy
- Luciana Carlín : Vicky
- Juan Carlos Salazar : Dr. Molina
- Pedro Olórtegui : Sr. Martínez
- Nicolás Argolo : Hugo Ramos
- Fabián Gandarillas : Gabriel Villar
- Sonia Oquendo : Marcela De La Borda Ezagirre Vda  De Guerra - Vda de Sandoval
- Pepe Sarmiento Villa : El Abogado Donald Groves
- Rafael Sánchez kòm Doktè Galindo
- Job Mansilla : Federico Enrique Romero Carapongo / "Kike" / "Félix Casagrande"
- Luis Meneses : Fiscal Fernando Vidal
- Sully Sáenz : Mirella
- Marcial Matheus : Doktè Ernesto Camacho
- Daniella Hernández : Rosario Reátegui
- Pacu Escudero : Claudio Bermudez
- Shanti Kunwar : Ana Lucía Aranda Risco
- Orlando Fundichely : Antonio Cruz Reyes / "Tony Cruz"
- Fiorella Luna : Jennifer Canales Dávila / "Jenny"
- Andrés Wiese : José Carlos Sandoval De La Borda
- Anibal García : Guillermo "Gigio" Porras Saldaña
- Yasser Rojas: Hector Bardales "Bardales"
- Cristina Benavides : Lucrecia Sandoval Suisarreta
- Julián Legaspi : Rodrigo Rey Castillo
- Alfonso Dibós : Israel Lerner Bentacourt
- Fernando Bakovic : Aristóteles Del Río Flores
- Carla Barzotti : Zulema Espantoso Ramirez De del Río
- Thiago Vernal : Guillermo "Memo" Barragán De La Valle
- Sandro Calderón : Rodolfo Gallegos / "El Gran Chalona" / "Veneciano"
- Joel Ezeta : Walter Pajuelo / "Niño Viejo"
- Ivo Alcázar : Gabriel Fajardo / "Duende"
- Gabriela Villalobos : Julissa Vargas Machuca / "Berckemeyer"
- Nathalie Medina : Blanquita
- Daniela Granda : Violeta
- Denisse Dibós : Úrsula Banchero Puccio / "Uchi"
- Priscila Espinoza : Linda Hermoza Maldonado
- Jesús Aranda : Falcón
- Kukuli Morante : Cecilia "Chechi" González Santos
- Javier Li : Chino Chang †
- Ingrid Altamirano : Azucena  Sandoval  De La Valle
- Lilian Schiappa : Gisela Zegarra Quiñones
- Cecilia Rechkemmer : Nonoko
- Mario León : Ángel
- Alicia Mercado : Yolanda Tenorio Navarro
- Julián Zucchi : Juan Pablo Gallardo
- Silvano Gastaldo : Juan Ignacio Gallardo
- Jesús Delaveaux : El Coronel Emilio Lozano Silva
- Alejandro Espinoza : Carlos
- Alfredo Espinoza : Boris
- Ricardo Mejía : Sergio Barrios / "El Gordo Checho" †

## Diffusion internationale
- América Televisión (2017-en production)
- Unitel
- Teleamazonas

### Sources
- (es) Cet article est partiellement ou en totalité issu de l’article de Wikipédia en espagnol intitulé « De vuelta al barrio » (voir la liste des auteurs).